# 別問我是誰 (2019年電影)
《別問我是誰》（法語：Celle que vous croyez）是一部2019年法國和比利時合拍的愛情懸疑劇情片。劇本改編自法國知名作家卡蜜兒·羅杭同名暢銷懸疑小說，由薩菲·內布執導，茱麗葉·畢諾許、弗朗索瓦·西維爾和妮可·賈西亞主演。

## 劇情
「24歲，褐髮少女，克拉拉…」已屆中年又離婚，不甘寂寞的克萊兒，在臉書上創造了一個假帳號，只為窺探她的約會對象魯多，卻意外跟魯多的好友亞歷克斯成為臉友。透過曖昧的文字傳情，兩人意外迅速地陷入熱戀，亞歷克斯忍不住提出想要見「克拉拉」一面的要求，克萊兒只好百般推託，只為了在美好假象裡多待一秒鐘…隨著慾望與遐想的相互糾纏，克萊兒開始失去網路世界的掌控權，當真相揭曉，謊言的代價有多大？克萊兒是否能夠承受這一切？

## 演員
- 茱麗葉·畢諾許 飾演 克萊兒
- 弗朗索瓦·西維爾（英语：François Civil） 飾演 亞歷克斯
- 妮可·賈西亞 飾演 凱瑟琳
- 瑪莉亞-安吉·卡斯塔 飾演 卡提亞
- 吉約姆·古伊 飾演 魯多
- 查爾斯·貝林 飾演 Gilles
- 朱爾斯·烏普蘭 飾演 Max
- 朱爾斯·高澤林 飾演 Tristan
- 弗朗西斯·勒普萊 飾演 Serge
- 皮埃爾·吉羅 飾演 Paul
- 克勞德·佩隆 飾演 Solange

## 發行
電影於2019年2月10日在第69届柏林国际电影节首映。

## 外部連結
- 互联网电影数据库（IMDb）上《別問我是誰》的资料（英文）
- YouTube上的《別問我是誰》中文電影預告.（繁體中文）